# Alopecosa accentuata
Alopecosa accentuata este o specie de păianjeni din genul Alopecosa, familia Lycosidae. A fost descrisă pentru prima dată de Latreille, 1817. Conform Catalogue of Life specia Alopecosa accentuata nu are subspecii cunoscute.